# 山岳地方 (パプアニューギニア)

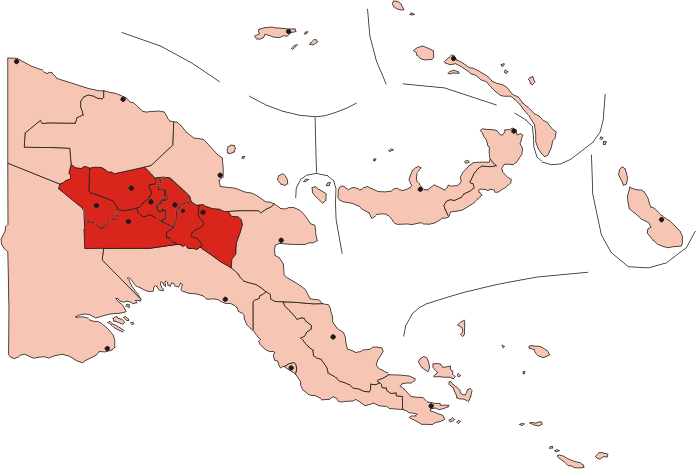
山岳地方の位置

山岳地方（さんがくちほう Highlands Region）は、パプアニューギニアの4つある地方のうちの一つである。面積は77,696km²、人口は285万4874人（2011年国勢調査）。

## 地理
パプアニューギニア中西部のビスマーク山脈中に位置する。

## 行政区画
行政機構を有しているわけではないが、地域的に以下の7つの州が含まれる。
1. 南部山岳州 --- メンディ
2. エンガ州 --- ワバック（英語版）
3. 西部山岳州 --- マウントハーゲン
4. シンブ州 --- クンディアワ（英語版）
5. 東部山岳州 --- ゴロカ
6. ヘラ州 --- タリ（英語版）
7. ジワカ州 --- Minj